# Calendrier de la saison de cyclo-cross masculine 2014-2015
Navigation
2013-2014 2015-2016
Le calendrier de la saison de cyclo-cross masculine 2014-2015 regroupe des courses de cyclo-cross débutant le 30 août 2014 et finissant le 22 février 2015. Les épreuves individuelles sont classées en cinq catégories. La plus haute catégorie regroupe les épreuves de la coupe du monde (CDM), qui donne lieu à un classement. Derrière elles, on retrouve les courses de catégorie C1 et C2, qui attribuent des points pour le classement mondial, ensuite les courses réservées aux moins de 23 ans, appelés également espoirs (catégorie CU) et enfin les courses pour les juniors (catégorie CJ). On retrouve également les championnats nationaux (CN) qui sont organisés dans une vingtaine de pays.

## Classements UCI
| #  | Coureur                | Pays       | Pts  |
| -- | ---------------------- | ---------- | ---- |
| 1  | Kevin Pauwels          | Belgique   | 1905 |
| 2  | Wout van Aert          | Belgique   | 1840 |
| 3  | Lars van der Haar      | Pays-Bas   | 1640 |
| 4  | Mathieu van der Poel   | Pays-Bas   | 1520 |
| 5  | Tom Meeusen            | Belgique   | 1254 |
| 6  | Laurens Sweeck         | Belgique   | 1234 |
| 7  | Klaas Vantornout       | Belgique   | 1121 |
| 8  | Philipp Walsleben      | Allemagne  | 1091 |
| 9  | Jeremy Powers          | États-Unis | 1063 |
| 10 | Michael Vanthourenhout | Belgique   | 893  |
| 11 | Sven Nys               | Belgique   | 840  |
| 12 | Corné van Kessel       | Pays-Bas   | 832  |
| 13 | Francis Mourey         | France     | 829  |
| 14 | Gianni Vermeersch      | Belgique   | 814  |
| 15 | David van der Poel     | Pays-Bas   | 736  |
| 16 | Sascha Weber           | Allemagne  | 686  |
| 17 | Julien Taramarcaz      | Suisse     | 676  |
| 18 | Marcel Meisen          | Allemagne  | 639  |
| 19 | Clément Venturini      | France     | 602  |
| 20 | Michael Boroš          | Tchéquie   | 593  |

| #  | Nation          | Pts  |
| -- | --------------- | ---- |
| 1  | Belgique        | 4999 |
| 2  | Pays-Bas        | 3992 |
| 3  | Allemagne       | 2416 |
| 4  | France          | 2023 |
| 5  | États-Unis      | 1841 |
| 6  | Suisse          | 1616 |
| 7  | Tchéquie        | 1415 |
| 8  | Italie          | 1065 |
| 9  | Grande-Bretagne | 790  |
| 10 | Espagne         | 750  |
| 11 | Pologne         | 619  |
| 12 | Slovaquie       | 484  |
| 13 | Japon           | 446  |
| 14 | Danemark        | 399  |
| 15 | Canada          | 392  |
| 16 | Autriche        | 284  |
| 17 | Hongrie         | 265  |
| 18 | Croatie         | 265  |
| 19 | Australie       | 260  |
| 19 | Portugal        | 260  |

| #  | Nation      | Pts  |
| -- | ----------- | ---- |
| 1  | Belgique    | 3967 |
| 2  | Pays-Bas    | 2210 |
| 3  | France      | 1142 |
| 4  | Tchéquie    | 909  |
| 5  | États-Unis  | 808  |
| 6  | Italie      | 547  |
| 7  | Royaume-Uni | 394  |
| 8  | Espagne     | 301  |
| 9  | Suisse      | 291  |
| 10 | Japon       | 281  |
| 11 | Allemagne   | 244  |
| 12 | Danemark    | 212  |
| 13 | Canada      | 201  |
| 14 | Autriche    | 201  |
| 15 | Pologne     | 200  |
| 16 | Hongrie     | 200  |
| 17 | Croatie     | 200  |
| 17 | Portugal    | 200  |
| 19 | Australie   | 200  |
| 20 | Slovaquie   | 155  |

| #  | Coureur              | Pays       | Pts |
| -- | -------------------- | ---------- | --- |
| 1  | Eli Iserbyt          | Belgique   | 270 |
| 2  | Gage Hecht           | États-Unis | 164 |
| 3  | Johan Jacobs         | Suisse     | 154 |
| 4  | Max Gulickx          | Pays-Bas   | 142 |
| 5  | Simon Andreassen     | Danemark   | 125 |
| 6  | Stefano Sala         | Italie     | 114 |
| 7  | Jappe Jaspers        | Belgique   | 108 |
| 8  | Jakob Dorigoni       | Italie     | 95  |
| 9  | Jens Dekker          | Pays-Bas   | 81  |
| 10 | Gavin Haley          | États-Unis | 76  |
| 11 | Roel Van Der Stegen  | Pays-Bas   | 70  |
| 12 | Eddy Finé            | France     | 64  |
| 13 | Thijs Wolsink        | Pays-Bas   | 60  |
| 14 | Giorgio Rossi        | Italie     | 57  |
| 15 | Kevin Geniets        | Luxembourg | 50  |
| 16 | Jarne Driesen        | Belgique   | 44  |
| 17 | Spencer Petrov       | États-Unis | 42  |
| 18 | Maik van der Heijden | Pays-Bas   | 41  |
| 19 | Jokin Alberdi        | Espagne    | 40  |
| 20 | Lance Haidet         | États-Unis | 38  |

| #  | Nation      | Pts |
| -- | ----------- | --- |
| 1  | Belgique    | 422 |
| 2  | Pays-Bas    | 293 |
| 3  | États-Unis  | 282 |
| 4  | Italie      | 266 |
| 5  | Suisse      | 189 |
| 6  | Danemark    | 166 |
| 7  | France      | 128 |
| 8  | Luxembourg  | 95  |
| 9  | Espagne     | 81  |
| 10 | Canada      | 72  |
| 11 | Suède       | 71  |
| 12 | Royaume-Uni | 69  |
| 13 | Allemagne   | 67  |
| 14 | Autriche    | 65  |
| 14 | Croatie     | 65  |
| 14 | Hongrie     | 65  |
| 14 | Irlande     | 65  |
| 14 | Pologne     | 65  |
| 14 | Portugal    | 65  |
| 20 | Japon       | 65  |
| 21 | Tchéquie    | 65  |
| 21 | Slovaquie   | 65  |

## Calendrier

### Août
| Date | Course                                      | Classe | Vainqueur | Équipe |
| ---- | ------------------------------------------- | ------ | --------- | ------ |
| 30   | QianSen Trophy Cyclocross - Yanqing Station | C1     | Thijs Al  | AGU    |

### Septembre
| Date | Course                              | Classe | Vainqueur        | Équipe                  |
| ---- | ----------------------------------- | ------ | ---------------- | ----------------------- |
| 6    | Nittany Lion Cross 1, Breinigsville | C2     | Jacob Lasley     | Team Soundpony          |
| 7    | Nittany Lion Cross 2, Breinigsville | C2     | Stephen Hyde     | JAM Fund / NCC          |
| 10   | Clif Bar CrossVegas, Las Vegas      | C1     | Sven Nys         | Crelan-AA Drink         |
| 13   | US Open of Cyclo-cross, Boulder     | C2     | Jeremy Powers    | Aspire Racing           |
| 14   | EKZ Tour #1, Baden                  | C1     | Francis Mourey   | FDJ.fr                  |
| 14   | Boulder Cup, Boulder                | C1     | Jeremy Powers    | Aspire Racing           |
| 20   | Trek CXC Cup (1), Waterloo          | C1     | Jeremy Powers    | Aspire Racing           |
| 20   | Charm City Cross (1), Baltimore     | C2     | Cameron Dodge    | Pure Energy/Scott Bikes |
| 21   | Steenbergcross, Erpe-Mere           | C2     | Klaas Vantornout | Sunweb-Napoleon Games   |
| 21   | Trek CXC Cup (2), Waterloo          | C2     | Jeremy Powers    | Aspire Racing           |
| 21   | Charm City Cross (2), Baltimore     | C2     | Stephen Hyde     | JAM Fund / NCC          |
| 27   | Toi Toi Cup #1, Lostice             | C2     | Michael Boroš    | ČEZ Cyklo Tábor         |
| 27   | Soudal GP Neerpelt, Neerpelt        | C2     | Sven Nys         | Crelan-AA Drink         |
| 27   | Verge NECXS #1, Gloucester          | C2     | Jeremy Powers    | Aspire Racing           |
| 28   | Radcross Illnau, Illnau-Effretikon  | C2     | Tim Merlier      | Sunweb-Napoleon Games   |
| 28   | Verge NECXS #2, Gloucester          | C2     | Jeremy Powers    | Aspire Racing           |

### Octobre
| Date | Course                                                  | Classe | Vainqueur              | Équipe                             |
| ---- | ------------------------------------------------------- | ------ | ---------------------- | ---------------------------------- |
| 4    | Toi Toi Cup #2, Louny                                   | C1     | Jakub Skála            | ČEZ Cyklo Tábor                    |
| 4    | CX Marikovská Dolina, Udica-Prostné                     | C2     | Martin Haring          | CK Banská Bystrica                 |
| 4    | Providence CX Festival (1), Providence                  | C1     | Jeremy Powers          | Aspire Racing                      |
| 4    | Providence CX Festival Junior (1), Providence           | CJ     | Gage Hecht             | Alpha Bicycle Company Vista Subaru |
| 5    | EKZ Tour #2, Dielsdorf                                  | C1     | Francis Mourey         | FDJ.fr                             |
| 5    | Superprestige juniors #1, Gieten                        | CJ     | Eli Iserbyt            | Young Telenet-Fidea                |
| 5    | Superprestige espoirs #1, Gieten                        | CU     | Wout van Aert          | Vastgoedservice-Golden Palace      |
| 5    | Superprestige #1, Gieten                                | C1     | Mathieu van der Poel   | BKCP-Powerplus                     |
| 5    | CX Finance Centrum, Udica-Prostné                       | C2     | Matej Lasák            | Max Cursor                         |
| 5    | Providence CX Festival (2), Providence                  | C2     | Stephen Hyde           | JAM Fund / NCC                     |
| 5    | Providence CX Festival Junior (2), Providence           | CJ     | Spencer Petrov         | Element Cycles                     |
| 11   | Grand Prix du Brabant                                   | C2     | Lars van der Haar      | Giant-Shimano Development          |
| 11   | Toi Toi Cup #3, Uničov                                  | C2     | Michael Boroš          | ČEZ Cyklo Tábor                    |
| 11   | Ellison Park CX Festival (1) , Rochester                | C1     | Jeremy Powers          | Aspire Racing                      |
| 12   | Trophée Banque Bpost juniors #1, Renaix                 | CJ     | Eli Iserbyt            | Young Telenet-Fidea                |
| 12   | Trophée Banque Bpost espoirs #1, Renaix                 | CU     | Michael Vanthourenhout | Sunweb-Napoleon Games              |
| 12   | Trophée Banque Bpost #1, Renaix                         | C1     | Sven Nys               | Crelan-AA Drink                    |
| 12   | National Trophy Series #1, Shrewsbury                   | C2     | Ian Field              | Hargroves Cycles                   |
| 12   | Cyclocross Rimouski Challenge UCI                       | C2     | épreuve annulée        |                                    |
| 12   | Coupe de France La France Cycliste juniors #1, Besançon | CJ     | Thomas Bonnet          | Limousin                           |
| 12   | Coupe de France La France Cycliste espoirs #1, Besançon | CU     | Fabien Doubey          | CC Étupes                          |
| 12   | Coupe de France La France Cycliste #1, Besançon         | C2     | Francis Mourey         | FDJ.fr                             |
| 12   | Kronborg Cyclocross, Helsingør                          | C2     | Ole Quast              | KED-Stevens Berlin                 |
| 12   | GP-5-Sterne-Region, Beromünster                         | C2     | Bryan Falaschi         | Selle Italia-Guerciotti            |
| 12   | Ellison Park CX Festival (2) , Rochester                | C2     | Daniel Summerhill      | K-Edge-Felt                        |
| 16   | Kermiscross, Ardooie                                    | C2     | Michael Vanthourenhout | Sunweb-Napoleon Games              |
| 18   | HPCX (1) , Jamesburg                                    | C2     | Cameron Dodge          | Pure Energy/Scott Bikes            |
| 19   | Coupe du monde de cyclo-cross juniors #1, Valkenburg    | CJ     | Eli Iserbyt            | Young Telenet-Fidea                |
| 19   | Coupe du monde de cyclo-cross espoirs #1, Valkenburg    | CU     | Michael Vanthourenhout | Sunweb-Napoleon Games              |
| 19   | Coupe du monde de cyclo-cross #1, Valkenburg            | CDM    | Lars van der Haar      | Giant-Shimano Development          |
| 19   | HPCX (2) , Jamesburg                                    | C2     | Cameron Dodge          | Pure Energy/Scott Bikes            |
| 21   | Kiremko Nacht van Woerden                               | C2     | Thijs van Amerongen    | Telenet-Fidea                      |
| 25   | Cyclocross Cup Rhein-Neckar, Mannheim                   | C2     | Tim Merlier            | Sunweb-Napoleon Games              |
| 25   | Gateway Cross Cup (1), Saint-Louis                      | C2     | Jamey Driscoll         | Cannondale p/b Cyclocrossworld.com |
| 26   | XXII Cyclo-cross de Karrantza juniors                   | CJ     | Jokin Alberdi          |                                    |
| 26   | XXII Cyclo-cross de Karrantza                           | C2     | Aitor Hernández        | Specialized-Ermua                  |
| 26   | 53. Internationales Radquer Steinmaur                   | C2     | Francis Mourey         | FDJ.fr                             |
| 26   | National Trophy Series #2, Southampton                  | C2     | Ian Field              | Hargroves Cycles                   |
| 26   | Gateway Cross Cup (1), Saint-Louis                      | C2     | Brian Matter           | KS Energy Services                 |
| 26   | Manitoba GP of Cyclocross, Winnipeg                     | C2     | Geoff Kabush           | Scott-3 Rox Racing                 |
| 26   | Giro d'Italia Ciclocross #1, Fiuggi                     | C2     | Gioele Bertolini       | Selle Italia Guerciotti            |
| 26   | Grand-Prix de la Commune de Contern, Contern            | C2     | Thijs van Amerongen    | Telenet-Fidea                      |
| 31   | Cincy3 Harbin Park, Fairfield                           | C2     | Daniel Summerhill      | K-Edge-Felt                        |

### Novembre
| Date | Course                                                    | Classe | Vainqueur              | Équipe                             |
| ---- | --------------------------------------------------------- | ------ | ---------------------- | ---------------------------------- |
| 1    | Trophée Banque Bpost juniors #2, Audenarde                | CJ     | Johan Jacobs           | Lares-Doltcini                     |
| 1    | Trophée Banque Bpost espoirs #2, Audenarde                | CU     | Michael Vanthourenhout | Sunweb-Napoleon Games              |
| 1    | Trophée Banque Bpost #2, Audenarde                        | C1     | Wout van Aert          | Vastgoedservice-Golden Palace      |
| 1    | Cincy3 Kings CX After Dark, Mason                         | C1     | Jeremy Powers          | Aspire Racing                      |
| 1    | Toi Toi Cup #4, Hlinsko                                   | C2     | Jakub Skála            | ČEZ Cyklo Tábor                    |
| 1    | Cyclo-cross international de Marle, Marle                 | C2     | Clément Venturini      | Cofidis                            |
| 1    | Verge NECXS #3, Northampton                               | C2     | Stephen Hyde           | JAM Fund / NCC                     |
| 2    | Superprestige juniors #2, Zonhoven                        | CJ     | Eli Iserbyt            | Young Telenet-Fidea                |
| 2    | Superprestige espoirs #2, Zonhoven                        | CU     | Wout van Aert          | Vastgoedservice-Golden Palace      |
| 2    | Superprestige #2, Zonhoven                                | C1     | Kevin Pauwels          | Sunweb-Napoleon Games              |
| 2    | EKZ Tour #3, Hittnau                                      | C1     | Clément Venturini      | Cofidis                            |
| 2    | Championnats panaméricains juniors, Devou Park, Covington | CC     | Gage Hecht             | États-Unis                         |
| 2    | Championnats panaméricains espoirs, Devou Park, Covington | CC     | Curtis White           | États-Unis                         |
| 2    | Verge NECXS #4, Northampton                               | C2     | Jerome Townsend        | BikeReg.com Elite Cycling Team     |
| 2    | Cincy3 Darkhorse, Covington                               | C2     | Jamey Driscoll         | Cannondale p/b Cyclocrossworld.com |
| 2    | Giro d'Italia Ciclocross #2, Portoferraio                 | C2     | Gioele Bertolini       | Selle Italia Guerciotti            |
| 8    | Championnats d'Europe juniors, Lorsch                     | CC     | Eli Iserbyt            | Belgique                           |
| 8    | Championnats d'Europe espoirs, Lorsch                     | CC     | Wout van Aert          | Belgique                           |
| 8    | GGEW City Cross Cup (1), Lorsch                           | C1     | Dieter Vanthourenhout  | Sunweb-Napoleon Games              |
| 8    | Derby City Cup (1) , Louisville                           | C1     | Daniel Summerhill      | K-Edge-Felt                        |
| 8    | Val d'Ille Intermarché Cyclo-cross Tour, La Mézière       | C2     | Francis Mourey         | FDJ.fr                             |
| 9    | Superprestige juniors #3, Ruddervoorde                    | CJ     | Eli Iserbyt            | Young Telenet-Fidea                |
| 9    | Superprestige espoirs #3, Ruddervoorde                    | CU     | Laurens Sweeck         | Corendon-Kwadro                    |
| 9    | Superprestige #3, Ruddervoorde                            | C1     | Tom Meeusen            | Telenet-Fidea                      |
| 9    | Cyclo-cross de Primel, Plougasnou                         | C2     | Enrico Franzoi         | Marchiol Emisfero                  |
| 9    | GGEW City Cross Cup (2), Lorsch                           | C2     | Sascha Weber           | Veranclassic-Doltcini              |
| 9    | Derby City Cup juniors (2) , Louisville                   | CJ     | Spencer Petrov         | Element Cycles                     |
| 9    | Derby City Cup (2) , Louisville                           | C2     | Daniel Summerhill      | K-Edge-Felt                        |
| 11   | Soudal Jaarmarktcross Niel                                | C2     | Sven Nys               | Crelan-AA Drink                    |
| 11   | Cyclocross de Quelneuc                                    | C2     | Francis Mourey         | FDJ.fr                             |
| 14   | Jingle Cross (1), Iowa City                               | C2     | Ben Berden             | Raleigh-Clement                    |
| 15   | Jingle Cross (2), Iowa City                               | C1     | Jeremy Powers          | Aspire Racing                      |
| 15   | Toi Toi Cup #5, Holé Vrchy                                | C2     | Vojtěch Nipl           | Focus Cycling Znojmo               |
| 16   | Superprestige juniors #4, Gavere                          | CJ     | Eli Iserbyt            | Young Telenet-Fidea                |
| 16   | Superprestige espoirs #4, Gavere                          | CU     | Wout van Aert          | Vastgoedservice-Golden Palace      |
| 16   | Superprestige #4, Gavere                                  | C1     | Klaas Vantornout       | Sunweb-Napoleon Games              |
| 16   | Coupe de France La France Cycliste juniors #2, Sisteron   | CJ     | Sandy Dujardin         | Btwin U19 Racing Team              |
| 16   | Coupe de France La France Cycliste espoirs #2, Sisteron   | CU     | Fabien Doubey          | CC Étupes                          |
| 16   | Coupe de France La France Cycliste #2, Sisteron           | C2     | Clément Venturini      | Cofidis                            |
| 16   | Flückiger Cross Madiswil                                  | C2     | Arnaud Grand           | BMC Development Team               |
| 16   | National Trophy Series #3, South Shields                  | C2     | Alex Paton             | Velo Club Deal                     |
| 16   | Jingle Cross (3), Iowa City                               | C2     | Jamey Driscoll         | Cannondale p/b Cyclocrossworld.com |
| 22   | Duinencross juniors, Coxyde                               | CJ     | Gage Hecht             | Alpha Bicycle Company Vista Subaru |
| 22   | Duinencross espoirs, Coxyde                               | CU     | Daan Soete             | Telenet-Fidea                      |
| 22   | Coupe du monde de cyclo-cross #2, Coxyde                  | CDM    | Wout van Aert          | Vastgoedservice-Golden Palace      |
| 22   | Supercross Cup (1), Stony Point                           | C2     | Cameron Dodge          | Pure Energy/Scott Bikes            |
| 22   | CXLA Weekend (1), Los Angeles                             | C2     | Jamey Driscoll         | Cannondale p/b Cyclocrossworld.com |
| 23   | Superprestige juniors #5, Francorchamps                   | CJ     | Eli Iserbyt            | Young Telenet-Fidea                |
| 23   | Superprestige espoirs #5, Francorchamps                   | CU     | Wout van Aert          | Vastgoedservice-Golden Palace      |
| 23   | Superprestige #5, Francorchamps                           | C2     | Kevin Pauwels          | Sunweb-Napoleon Games              |
| 23   | Schlosscross, Rheinfelden                                 | C2     | Marcel Wildhaber       | Scott-Odlo MTB Racing Team         |
| 23   | Kansai Cyclocross, Takashima                              | C2     | Gioele Bertolini       | Selle Italia Guerciotti            |
| 23   | Supercross Cup (2), Stony Point                           | C2     | Kerry Werner           | Mock Orange Pro CX Team            |
| 23   | CXLA Weekend (2), Los Angeles                             | C2     | Jamey Driscoll         | Cannondale p/b Cyclocrossworld.com |
| 29   | Milton Keynes CX juniors, Milton Keynes                   | CJ     | Gavin Haley            |                                    |
| 29   | Coupe du monde de cyclo-cross #3, Milton Keynes           | CDM    | Kevin Pauwels          | Sunweb-Napoleon Games              |
| 29   | Verge NECXS #5, Sterling                                  | C2     | Curtis White           | Cannondale p/b Cyclocrossworld.com |
| 29   | Cyclo-cross International Podbrezova, Podbrezová          | C2     | Vincent Baestaens      | BKCP-Powerplus                     |
| 29   | Shinshu Cyclocross (1), Nobeyama                          | C2     | Gioele Bertolini       | Selle Italia Guerciotti            |
| 30   | Trophée Banque Bpost juniors #3, Hamme-Zogge              | CJ     | Jappe Jaspers          | Lares-Doltcini                     |
| 30   | Trophée Banque Bpost espoirs #3, Hamme-Zogge              | CU     | Laurens Sweeck         | Corendon-Kwadro                    |
| 30   | Trophée Banque Bpost #3, Hamme-Zogge                      | C1     | Wout van Aert          | Vastgoedservice-Golden Palace      |
| 30   | Tage des Querfeldeinsports, Ternitz                       | C2     | Vincent Baestaens      | BKCP-Powerplus                     |
| 30   | National Trophy Series #4, Milton Keynes                  | C2     | Marcel Wildhaber       | Scott-Odlo MTB Racing Team         |
| 30   | Verge NECXS #6, Sterling                                  | C2     | Kerry Werner           | Mock Orange Pro CX Team            |
| 30   | Shinshu Cyclocross (2), Nobeyama                          | C2     | Gioele Bertolini       | Selle Italia Guerciotti            |

### Décembre
| Date | Course                                                   | Classe | Vainqueur              | Équipe                             |
| ---- | -------------------------------------------------------- | ------ | ---------------------- | ---------------------------------- |
| 6    | Trophée Banque Bpost juniors #4, Hasselt                 | CJ     | Thijs Wolsink          |                                    |
| 6    | Trophée Banque Bpost espoirs #4, Hasselt                 | CU     | Diether Sweeck         | Corendon-Kwadro                    |
| 6    | Trophée Banque Bpost #4, Hasselt                         | C1     | Kevin Pauwels          | Sunweb-Napoleon Games              |
| 6    | Waves for Water Cyclo-cross Collaboration (1), Tacoma    | C1     | Jamey Driscoll         | Cannondale p/b Cyclocrossworld.com |
| 6    | Toi Toi Cup #6, Kolin                                    | C2     | Jakub Skála            | ČEZ Cyklo Tábor                    |
| 6    | Verge NECXS #7, Warwick                                  | C2     | Curtis White           | Cannondale p/b Cyclocrossworld.com |
| 7    | Vlaamse Druivencross, Overijse                           | C1     | Tom Meeusen            | Telenet-Fidea                      |
| 7    | Cyclocross International Sion-Valais                     | C2     | Clément Venturini      | Cofidis                            |
| 7    | Waves for Water Cyclo-cross Collaboration (2), Tacoma    | C2     | Ben Berden             | Raleigh-Clement                    |
| 7    | Verge NECXS #8, Warwick                                  | C2     | Curtis White           | Cannondale p/b Cyclocrossworld.com |
| 7    | Giro d'Italia Ciclocross #3, Rossano Veneto              | C2     | Vincent Baestaens      | BKCP-Powerplus                     |
| 8    | Ciclocross del Ponte, Fae' Di Oderzo                     | C2     | Vincent Baestaens      | BKCP-Powerplus                     |
| 13   | Soudal Scheldecross juniors, Anvers                      | CJ     | Jappe Jaspers          | Lares-Doltcini                     |
| 13   | Soudal Scheldecross, Anvers                              | C1     | Mathieu van der Poel   | BKCP-Powerplus                     |
| 13   | Toi Toi Cup #7, Milovice                                 | C2     | Michael Boroš          | ČEZ Cyklo Tábor                    |
| 13   | North Carolina GP (1), Hendersonville                    | C2     | Kerry Werner           | Mock Orange Pro CX                 |
| 14   | EKZ Tour #4, Eschenbach                                  | C1     | Sascha Weber           | Veranclassic-Doltcini              |
| 14   | Zilvermeercross juniors, Mol                             | CJ     | Jens Dekker            | Enertherm-BKCP                     |
| 14   | Zilvermeercross, Mol                                     | C2     | Wout van Aert          | Vastgoedservice-Golden Palace      |
| 14   | National Trophy Series #5, Bradford                      | C2     | Ian Field              | Hargroves Cycles                   |
| 14   | Coupe de France La France Cycliste juniors #3, Lanarvily | CJ     | Quentin Simon          | VC Ornans                          |
| 14   | Coupe de France La France Cycliste espoirs #3, Lanarvily | CU     | Romain Seigle          | CVAC Vienne                        |
| 14   | Coupe de France La France Cycliste #3, Lanarvily         | C2     | Francis Mourey         | FDJ.fr                             |
| 14   | North Carolina GP (2), Hendersonville                    | C2     | Kerry Werner           | Mock Orange Pro CX Team            |
| 14   | Cyclo-cross Ciudad de Valencia                           | C2     | Aitor Hernández        | Specialized-Ermua                  |
| 14   | Giro d'Italia Ciclocross #4, Padoue                      | C2     | Marco Fontana          | Cannondale Factory Racing          |
| 17   | Cyclocross van het Waasland, Saint-Nicolas               | C2     | Mathieu van der Poel   | BKCP-Powerplus                     |
| 20   | Trophée Banque Bpost juniors #5, Essen                   | CJ     | Roel van der Stegen    | MTB Baarlo                         |
| 20   | Trophée Banque Bpost espoirs #5, Essen                   | CU     | Laurens Sweeck         | Corendon-Kwadro                    |
| 20   | Trophée Banque Bpost #5, Essen                           | C1     | Wout van Aert          | Vastgoedservice-Golden Palace      |
| 21   | Coupe du monde de cyclo-cross juniors #4, Namur          | CJ     | Johan Jacobs           | Lares-Doltcini                     |
| 21   | Coupe du monde de cyclo-cross espoirs #4, Namur          | CU     | Wout van Aert          | Vastgoedservice-Golden Palace      |
| 21   | Coupe du monde de cyclo-cross #4, Namur                  | CDM    | Kevin Pauwels          | Sunweb-Napoleon Games              |
| 26   | Coupe du monde de cyclo-cross juniors #5, Heusden-Zolder | CJ     | Eli Iserbyt            | Young Telenet-Fidea                |
| 26   | Coupe du monde de cyclo-cross espoirs #5, Heusden-Zolder | CU     | Laurens Sweeck         | Corendon-Kwadro                    |
| 26   | Coupe du monde de cyclo-cross #5, Heusden-Zolder         | CDM    | Lars van der Haar      | Giant-Shimano Development          |
| 26   | Internationales Radquer Dagmersellen                     | C2     | Francis Mourey         | FDJ.fr                             |
| 26   | Grand Prix GEBA, Differdange                             | C2     | Vincent Baestaens      | BKCP-Powerplus                     |
| 27   | Versluys Cyclocross, Bredene                             | C2     | Wout van Aert          | Vastgoedservice-Golden Palace      |
| 28   | Superprestige juniors #6, Diegem                         | CJ     | Eli Iserbyt            | Young Telenet-Fidea                |
| 28   | Superprestige espoirs #6, Diegem                         | CU     | Michael Vanthourenhout | Sunweb-Napoleon Games              |
| 28   | Superprestige #6, Diegem                                 | C1     | Mathieu van der Poel   | BKCP-Powerplus                     |
| 30   | Trophée Banque Bpost juniors #6, Loenhout                | CJ     | Roel van der Stegen    | MTB Baarlo                         |
| 30   | Trophée Banque Bpost espoirs #6, Loenhout                | CU     | Laurens Sweeck         | Corendon-Kwadro                    |
| 30   | Trophée Banque Bpost #6, Loenhout                        | C1     | Wout van Aert          | Vastgoedservice-Golden Palace      |

### Janvier
| Date | Course                                                | Classe | Vainqueur               | Équipe                               |
| ---- | ----------------------------------------------------- | ------ | ----------------------- | ------------------------------------ |
| 1    | Trophée Banque Bpost juniors #7, Baal                 | CJ     | Johan Jacobs            | Lares-Doltcini                       |
| 1    | Trophée Banque Bpost espoirs #7, Baal                 | CU     | Laurens Sweeck          | Corendon-Kwadro                      |
| 1    | Trophée Banque Bpost #7, Baal                         | C1     | Wout van Aert           | Vastgoedservice-Golden Palace        |
| 1    | Grand Prix Hotel Threeland juniors, Pétange           | CJ     | Kevin Geniets           | LP 07 Schifflange                    |
| 1    | Grand Prix Hotel Threeland, Pétange                   | C2     | David van der Poel      | BKCP-Powerplus                       |
| 2    | Radquer Bussnang                                      | C1     | David van der Poel      | BKCP-Powerplus                       |
| 2    | Centrumcross, Surhuisterveen                          | C2     | Lars van der Haar       | Giant-Alpecin                        |
| 3    | Cyclocross de la Solidarité, Lutterbach               | C2     | Fabien Canal            | Armée de Terre                       |
| 3    | Resolution 'Cross Cup (1), Dallas                     | C2     | Zach McDonald           | KCCX Fuji Elite Cyclocross           |
| 3    | Kingsport Cyclo-cross Cup, Kingsport                  | C2     | Travis Livermon         | SmartStop                            |
| 3    | Championnats du monde Masters 75+ ans, Gossau         | CM     | Michael Ives            | Équipe nationale de Grande-Bretagne  |
| 3    | Championnats du monde Masters 70-74 ans, Gossau       | CM     | Victor Barnett          | Équipe nationale de Grande-Bretagne  |
| 3    | Championnats du monde Masters 65-69 ans, Gossau       | CM     | Jean-Bernard Galissaire | Équipe nationale de France           |
| 3    | Championnats du monde Masters 60-64 ans, Gossau       | CM     | David McMullen          | Équipe nationale de Grande-Bretagne  |
| 3    | Championnats du monde Masters 55-59 ans, Gossau       | CM     | Steven Davies           | Équipe nationale de Grande-Bretagne  |
| 4    | Championnats du monde Masters 50-54 ans, Gossau       | CM     | Philip Roach            | Équipe nationale de Grande-Bretagne  |
| 4    | Championnats du monde Masters 45-49 ans, Gossau       | CM     | David Pagnier           | Équipe nationale de France           |
| 4    | Championnats du monde Masters 40-44 ans, Gossau       | CM     | Lionel Genthon          | Équipe nationale de France           |
| 4    | Championnats du monde Masters 35-39 ans, Gossau       | CM     | Bruno Prieto González   | Équipe nationale d'Espagne           |
| 4    | Championnats du monde Masters 30-34 ans, Gossau       | CM     | Mickaël Szkolnik        | Équipe nationale de France           |
| 4    | Soudal Cyclocross Leuven juniors, Louvain             | CJ     | Eli Iserbyt             | Young Telenet-Fidea                  |
| 4    | Soudal Cyclocross Leuven, Louvain                     | C1     | Mathieu van der Poel    | BKCP-Powerplus                       |
| 4    | National Trophy Series #6, Derby                      | C2     | Grant Ferguson          | Superior-Brentjens MTB               |
| 4    | Resolution 'Cross Cup (2), Dallas                     | C2     | Zach McDonald           | KCCX Fuji Elite Cyclocross           |
| 6    | Giro d'Italia Ciclocross #5, Rome                     | C1     | Marco Fontana           | Cannondale Factory Racing            |
| 12   | Cyclocross Otegem                                     | C2     | Kevin Pauwels           | Sunweb-Napoleon Games                |
| 17   | Kasteelcross, Zonnebeke                               | C2     | Wout van Aert           | Vastgoedservice-Golden Palace        |
| 17   | Gran Premio Mamma E Papa Guerciotti AM juniors, Milan | CJ     | Jakob Dorigoni          | Sudtirol                             |
| 17   | Gran Premio Mamma E Papa Guerciotti AM, Milan         | C2     | Stan Godrie             | Rabobank Development                 |
| 18   | Cyclo-cross international de Nommay juniors, Nommay   | CJ     | Sandy Dujardin          | Btwin U19 Racing                     |
| 18   | Cyclo-cross international de Nommay espoirs, Nommay   | CU     | Yan Gras                | EC Stephanois                        |
| 18   | Cyclo-cross international de Nommay, Nommay           | C2     | Francis Mourey          | FDJ                                  |
| 18   | Grand Prix Möbel Alvisse juniors, Leudelange          | CJ     | Kevin Geniets           | LP 07 Schifflange                    |
| 18   | Grand Prix Möbel Alvisse, Leudelange                  | C2     | Joeri Adams             | Vastgoedservice-Golden Palace        |
| 24   | International Cyclo-cross Rucphen juniors             | CJ     | Victor Vandebosch       |                                      |
| 24   | International Cyclo-cross Rucphen                     | C2     | Lars van der Haar       | Giant-Alpecin                        |
| 25   | Coupe du monde de cyclo-cross juniors #6, Hoogerheide | CJ     | Eli Iserbyt             | Young Telenet-Fidea                  |
| 25   | Coupe du monde de cyclo-cross espoirs #6, Hoogerheide | CU     | Laurens Sweeck          | Corendon-Kwadro                      |
| 25   | Coupe du monde de cyclo-cross #6, Hoogerheide         | CDM    | Mathieu van der Poel    | BKCP-Powerplus                       |
| 31   | Championnats du monde de cyclo-cross juniors, Tábor   | CJ     | Simon Andreassen        | Équipe nationale de Danemark juniors |

### Février
| Date | Course                                                      | Classe | Vainqueur              | Équipe                               |
| ---- | ----------------------------------------------------------- | ------ | ---------------------- | ------------------------------------ |
| 1    | Championnats du monde de cyclo-cross moins de 23 ans, Tábor | CU     | Michael Vanthourenhout | Équipe nationale de Belgique espoirs |
| 1    | Championnats du monde de cyclo-cross, Tábor                 | CM     | Mathieu van der Poel   | Équipe nationale des Pays-Bas        |
| 4    | Parkcross, Maldegem                                         | C2     | Kevin Pauwels          | Sunweb-Napoleon Games                |
| 7    | Trophée Banque Bpost juniors #8, Lille                      | CJ     | Johan Jacobs           | Lares-Doltcini                       |
| 7    | Trophée Banque Bpost espoirs #8, Lille                      | CU     | Laurens Sweeck         | Corendon-Kwadro                      |
| 7    | Trophée Banque Bpost #8, Lille                              | C1     | Mathieu van der Poel   | BKCP-Powerplus                       |
| 8    | Superprestige juniors #7, Hoogstraten                       | CJ     | Eli Iserbyt            | Young Telenet-Fidea                  |
| 8    | Superprestige espoirs #7, Hoogstraten                       | CU     | Laurens Sweeck         | Corendon-Kwadro                      |
| 8    | Superprestige #7, Hoogstraten                               | C1     | Mathieu van der Poel   | BKCP-Powerplus                       |
| 14   | Superprestige juniors #8, Middelkerke                       | CJ     | Johan Jacobs           | Lares-Doltcini                       |
| 14   | Superprestige espoirs #8, Middelkerke                       | CU     | Laurens Sweeck         | Corendon-Kwadro                      |
| 14   | Superprestige #8, Middelkerke                               | C1     | Kevin Pauwels          | Sunweb-Napoleon Games                |
| 15   | G.P. Stad, Eeklo                                            | C2     | Wout van Aert          | Vastgoedservice-Golden Palace        |
| 21   | Boels Classic Internationale Cyclocross, Heerlen            | C1     | Mathieu van der Poel   | BKCP-Powerplus                       |
| 22   | Internationale Sluitingsprijs juniors, Oostmalle            | CJ     | Eli Iserbyt            | Young Telenet-Fidea                  |
| 22   | Internationale Sluitingsprijs espoirs, Oostmalle            | CU     | Diether Sweeck         | Corendon-Kwadro                      |
| 22   | Internationale Sluitingsprijs, Oostmalle                    | C1     | Wout van Aert          | Vastgoedservice-Golden Palace        |

## Championnats nationaux (CN)
Résultats
| Nation             | Date                               | Élites hommes        | Moins de 23 ans hommes | Juniors hommes   |
| ------------------ | ---------------------------------- | -------------------- | ---------------------- | ---------------- |
| Allemagne          | 10-11 janvier 2015                 | Marcel Meisen        | Felix Drumm            | Ludwig Cords     |
| Australie          | 2 août 2014                        | Chris Jongewaard     | Tom Chapman            | Liam Jeffries    |
| Autriche           | 11 janvier 2015                    | Alexander Gehbauer   | Christoph Mick         | Daniel Schemmel  |
| Belgique           | 10-11 janvier 2015                 | Klaas Vantornout     | Laurens Sweeck         | Eli Iserbyt      |
| Canada             | 25 octobre 2014                    | Mike Garrigan        | Danick Vandale         | Oliver Evans     |
| Croatie            |                                    | Filip Turk           | Mateo Franković        | Marin Zorko      |
| Danemark           | 10-11 janvier 2015                 | Benjamin Justesen    | Sebastian Carstensen   | Simon Andreassen |
| Espagne            | 10-11 janvier 2015                 | Aitor Hernández      | Kevin Suárez Fernández | Jokin Alberdi    |
| États-Unis         | 12 janvier 2015                    | Jeremy Powers        | Logan Owen             | Gage Hecht       |
| Finlande           |                                    | Olli Miettinen       |                        | Jaakko Hänninen  |
| France             | 10-11 janvier 2015                 | Clément Lhotellerie  | Fabien Doubey          | Eddy Finé        |
| Grande-Bretagne    | 10-11 janvier 2015                 | Ian Field            | Grant Ferguson         | Thomas Craig     |
| Hongrie            | 10-11 janvier 2015                 | Gábor Fejes          | Márton Dina            | Márk Zathureczky |
| Irlande            | 11 janvier 2015                    | David Montgomery     |                        | James Curry      |
| Italie             | 10-11 janvier 2015                 | Marco Fontana        | Nadir Colledani        | Jakob Dorigoni   |
| Japon              | 14 décembre 2014                   | Yu Takenouchi        | Kota Yokoyama          | Ryo Takeuchi     |
| Luxembourg         | 10-11 janvier 2015                 | Christian Helmig     |                        | Kevin Geniets    |
| Pays-Bas           | 10-11 janvier 2015                 | Mathieu van der Poel | Stan Godrie            | Max Gulickx      |
| Pologne            | 10-11 janvier 2015                 | Marek Konwa          | Bartosz Mikler         | Szymon Sajnok    |
| Portugal           | 11 janvier 2015                    | Mário Miranda Costa  | José Dias              | João Rocha       |
| République-tchèque | 13 décembre 2014 - 15 janvier 2015 | Adam Toupalik        |                        | Jonas Brezina    |
| Slovaquie          | 13 décembre 2014                   | Martin Haring        |                        | Jakub Kurty      |
| Suède              | 15 novembre 2014                   | Fredrik Edin         |                        | Ted Pettersson   |
| Suisse             | 10-11 janvier 2015                 | Julien Taramarcaz    | Fabian Lienhard        | Johan Jacobs     |

## Records de victoires

### Par coureur
| #  | Coureur                | Équipe                         | Vict |
| -- | ---------------------- | ------------------------------ | ---- |
| 1  | Wout van Aert          | Vastgoedservice-Golden Palace  | 17   |
| 2  | Eli Iserbyt            | Young Telenet-Fidea            | 15   |
| 3  | Jeremy Powers          | Aspire Racing                  | 11   |
| 3  | Laurens Sweeck         | Corendon-Kwadro                | 11   |
| 3  | Mathieu van der Poel   | BKCP-Powerplus                 | 11   |
| 6  | Francis Mourey         | FDJ                            | 9    |
| 7  | Kevin Pauwels          | Sunweb-Napoleon Games          | 8    |
| 8  | Johan Jacobs           | Lares-Doltcini                 | 6    |
| 8  | Michael Vanthourenhout | Sunweb-Napoleon Games          | 6    |
| 10 | Vincent Baestaens      | BKCP-Powerplus                 | 5    |
| 10 | Gioele Bertolini       | Selle Italia Guerciotti        | 5    |
| 10 | Jamey Driscoll         | Cannondale-Cyclocrossworld.com | 5    |
| 10 | Lars van der Haar      | Giant-Shimano                  | 5    |

### Par pays
Hors championnats nationaux
| #  | Pays            | Vict |
| -- | --------------- | ---- |
| 1  | Belgique        | 80   |
| 2  | États-Unis      | 48   |
| 3  | France          | 26   |
| 4  | Pays-Bas        | 25   |
| 5  | Grande-Bretagne | 10   |
| 5  | Italie          | 10   |
| 7  | Tchéquie        | 8    |
| 7  | Suisse          | 8    |
| 9  | Espagne         | 4    |
| 10 | Allemagne       | 3    |
| 11 | Luxembourg      | 2    |
| 12 | Canada          | 1    |
| 12 | Danemark        | 1    |
| 12 | Slovaquie       | 1    |

### Par équipes
Hors championnats nationaux
| #  | Équipes                        | Vict |
| -- | ------------------------------ | ---- |
| 1  | Sunweb-Napoleon Games          | 18   |
| 2  | Vastgoedservice-Golden Palace  | 17   |
| 3  | BKCP-Powerplus                 | 16   |
| 4  | Young Telenet-Fidea            | 13   |
| 5  | Aspire Racing                  | 10   |
| 5  | Cannondale-Cyclocrossworld.com | 10   |
| 5  | Corendon-Kwadro                | 10   |
| 8  | FDJ                            | 9    |
| 9  | Lares-Doltcini                 | 7    |
| 10 | Selle Italia Guerciotti        | 6    |